# Bahnstrecke Velgast–Prerow
| |                                          |                                      |                                      |
| Streckennummer (DB): | 6778 (Velgast–Barth) 6779 (Barth–Prerow) |                                      |                                      |
| Kursbuchstrecke (DB): | 192 (Velgast–Barth)                      |                                      |                                      |
| Kursbuchstrecke: | 108f (1934) 121q (1946)                  |                                      |                                      |
| Streckenlänge: | 29,7 km                                  |                                      |                                      |
| Spurweite: | 1435 mm (Normalspur)                     |                                      |                                      |
| Streckenklasse: | D4 (Velgast–Barth)                       |                                      |                                      |
| |                                          |                                      |                                      |
| \| \| \| von Stralsund \| \| \| \| 18,88 \| Velgast \| Velgast \| \| \| \| nach Rostock \| \| \| \| 20,01 \| Infrastrukturgrenze DB InfraGO / UBB \| Infrastrukturgrenze DB InfraGO / UBB \| \| \| 22,48 \| Bundesstraße 105 \| Bundesstraße 105 \| \| \| 22,58 \| Saatel \| Saatel \| \| \| 26,46 \| Kenz \| Kenz \| \| \| \| Franzburger Kreisbahnen (FKB) \| \| \| \| \| vom Hafen, Dreischienengleis mit FKB \| \| \| \| 30,29 \| Barth (ehem. Bf) \| Barth (ehem. Bf) \| \| \| \| Prellbock \| \| \| \| \| Anschluss Flugplatz \| \| \| \| 32,40 \| Barth Kranichblick[1] (geplant) \| Barth Kranichblick[1] (geplant) \| \| \| \| Barthe \| \| \| \| 33,52 \| Tannenheim \| Tannenheim \| \| \| 35,48 \| Pruchten \| Pruchten \| \| \| \| Bodstedter Bodden \| \| \| \| 37,82 \| Bresewitz \| Bresewitz \| \| \| \| Kopframpe \| \| \| \| \| Meiningenbrücke (Meiningenstrom) \| \| \| \| 42,20 \| Zingst \| Zingst \| \| \| 48,60 \| Prerow \| Prerow \| \| \| \| \| \| \| Quellen: [2][3] \| \| \| \| |                                          |                                      |                                      |
| Strecke |                                          | von Stralsund                        | von Stralsund                        |
| Bahnhof | 18,88                                    | Velgast                              | Velgast                              |
| Abzweig geradeaus und nach links |                                          | nach Rostock                         | nach Rostock                         |
| Wechsel des Eisenbahninfrastrukturunternehmens | 20,01                                    | Infrastrukturgrenze DB InfraGO / UBB | Infrastrukturgrenze DB InfraGO / UBB |
| Bahnübergang | 22,48                                    | Bundesstraße 105                     | Bundesstraße 105                     |
| Haltepunkt / Haltestelle | 22,58                                    | Saatel                               | Saatel                               |
| Haltepunkt / Haltestelle | 26,46                                    | Kenz                                 | Kenz                                 |
| Kreuzung geradeaus unten (Querstrecke außer Betrieb) |                                          | Franzburger Kreisbahnen (FKB)        | Franzburger Kreisbahnen (FKB)        |
| Abzweig geradeaus und ehemals von rechts |                                          | vom Hafen, Dreischienengleis mit FKB | vom Hafen, Dreischienengleis mit FKB |
| Haltepunkt / Haltestelle | 30,29                                    | Barth (ehem. Bf)                     | Barth (ehem. Bf)                     |
| |                                          | Prellbock                            |                                      |
| Abzweig geradeaus und ehemals nach links |                                          | Anschluss Flugplatz                  | Anschluss Flugplatz                  |
| ehemaliger Haltepunkt / Haltestelle | 32,40                                    | Barth Kranichblick (geplant)         | Barth Kranichblick (geplant)         |
| Brücke über Wasserlauf |                                          | Barthe                               | Barthe                               |
| ehemaliger Haltepunkt / Haltestelle | 33,52                                    | Tannenheim                           | Tannenheim                           |
| ehemaliger Haltepunkt / Haltestelle | 35,48                                    | Pruchten                             | Pruchten                             |
| Brücke über Wasserlauf |                                          | Bodstedter Bodden                    | Bodstedter Bodden                    |
| ehemaliger Bahnhof | 37,82                                    | Bresewitz                            | Bresewitz                            |
| |                                          | Kopframpe                            |                                      |
| |                                          | Meiningenbrücke (Meiningenstrom)     |                                      |
| Bahnhof (Strecke außer Betrieb) | 42,20                                    | Zingst                               | Zingst                               |
| Kopfbahnhof Streckenende (Strecke außer Betrieb) | 48,60                                    | Prerow                               | Prerow                               |
| |                                          |                                      |                                      |
| Quellen: |                                          |                                      |                                      |

Die Bahnstrecke Velgast–Prerow ist eine eingleisige, nicht elektrifizierte Nebenbahn in Mecklenburg-Vorpommern der Usedomer Bäderbahn. Sie verläuft von Velgast über Barth und Zingst nach Prerow, wobei der Abschnitt von Barth nach Prerow am Darß auch als Darßbahn bekannt ist.
Der Streckenabschnitt von Velgast nach Barth ist in Betrieb, auf dem Folgeabschnitt zwischen Barth und Bresewitz liegen noch Gleise – der Eisenbahnbetrieb ruht jedoch seit den 2000er Jahren. Auf dem letzten Abschnitt zwischen Bresewitz und Prerow existiert lediglich die Trasse, sie wird nördlich der Meiningenbrücke teilweise als Bahnradweg genutzt.

## Geschichte

### Strecke Velgast–Barth und Planung der Darßbahn
Bei der Planung der Hauptstrecke Stralsund–Rostock war zunächst erwogen worden, diese zwischen Stralsund und der mecklenburgisch-pommerschen Grenze bei Damgarten durch die Stadt Barth zu führen. Zugunsten einer direkten Trassierung nahmen die Planer davon Abstand und schlossen Barth mit einer Stichstrecke von Velgast an, die zusammen mit der Hauptstrecke am 1. Juli 1888 von den Preußischen Staatseisenbahnen eröffnet wurde.
Um 1900 gab es Pläne, in Barth einen Fährhafen für eine Trajekt-Verbindung nach Schweden zu errichten. Bei Zingst sollte ein Durchstich in die Ostsee mit Schleusentoren zum Schutz gegen Unwetter entstehen. Die Bahnlinie Barth-Velgast sollte zu Hauptbahn ausgebaut werden, von Velgast aus eine neue Bahnlinie nach Grimmen entstehen und diese an die Strecke Neubrandenburg-Stralsund angebunden werden. Aus verschiedenen Gründen kam das Projekt nicht über erste Planungen hinaus. [28]
Schon kurz danach gab es Ideen zur Weiterführung der Strecke von Barth auf den Darß. Ein Antrag der Gemeinde Prerow scheiterte jedoch aufgrund der bereits bestehenden Schifffahrtswege zu der Halbinsel. Am 20. Juli 1901 bereiste der Landrat v. Zanthier den Darß. Kurz darauf machte die Hansestadt Stralsund einen Vorschlag zur Streckenführung und als Reaktion erneuerten die Gemeinden Zingst und Prerow ihre Anfragen.
Am 17. Dezember 1904 fand eine Konferenz über die Darßbahn in Stettin statt, auf der eine Spurweite von 1000 mm und die Linienführung Barth–Pruchten–Timmort–Zingst–Prerow festgelegt wurden. Eine endgültige Entscheidung, die Bahn zu bauen, blieb jedoch zunächst aus.
In den folgenden Jahren begannen die Planungs- und Vermessungsarbeiten für die Darßbahn, in deren Folge die Entscheidung für eine normalspurige Strecke fiel. Außerdem waren folgende bautechnische Besonderheiten in der Diskussion:
- Bau einer Brücke über den Fluss Barthe
- Bau eines Dammes durch den Bodstedter Bodden
- Bau zweier Brücken über den Bodstedter Bodden und den Meiningenstrom.

### Bau der Darßbahn

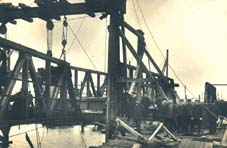
Bau der Meiningenbrücke im Jahr 1908

Die Bauarbeiten wurden im Frühjahr 1909 an mehreren Stellen gleichzeitig begonnen. Es wurde auch über eine Streckenverlängerung bis Ahrenshoop nachgedacht, diese Pläne konnten aber aufgrund mangelnder Kostendeckung nicht realisiert werden. Bereits im November 1910 konnte die Strecke abgenommen werden.
Die Meiningenbrücke ist die größte bautechnische Leistung der Strecke. Es handelt sich um eine 470 Meter lange Fachwerkträgerbrücke, eine Eisenbauanstalt aus Hannover-Herrenhausen hatte sie errichtet. Der Bau der Brücke dauerte erheblich länger als der der restlichen Strecke. Die Bauarbeiten begannen bereits im Jahre 1908, Restarbeiten mussten noch nach Streckeneröffnung bis ins Jahr 1912 hinein durchgeführt werden.

### Eröffnung und Betrieb in den Anfangsjahren

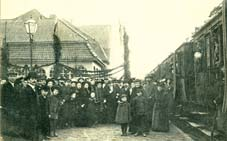
Eröffnungsfeier im Bahnhof Prerow am 30. November 1910

Am 30. November 1910 wurde der Streckenabschnitt Barth–Prerow eröffnet. Es fanden Probefahrten von Barth nach Prerow statt und an den Bahnhöfen unterwegs wurden Festgäste und Gemeindevertreter begrüßt. Die Darßbahn wurde am 1. Dezember 1910 für den öffentlichen Verkehr freigegeben:

„Am 1. Dezember 1910 wird die normalspurige Bahnstrecke Barth–Prerow als Nebenbahn mit den Bahnhöfen Tannenheim, Pruchten, Bresewitz, Zingst und Prerow für den Personen-, Güter- und Gepäckverkehr sowie die Abfertigung von Leichen und lebenden Tieren eröffnet.“

Die Bevölkerung in Zingst und Prerow hatte mit der Bahn eine ganzjährige Verbindung zum Festland und war nicht mehr auf die Dampfschiffe angewiesen, die im Winter nur eingeschränkt verkehren konnten. Für die Dampfschiffslinien bedeutete die Eröffnung der Bahnstrecke das Aus, 14 Tage nach Streckeneröffnung stellten alle Linien ihren Dienst ein.
Betrieben wurde die Bahn durch die Preußischen Staatseisenbahnen. Der Personenverkehr entwickelte sich in den folgenden Jahren beträchtlich. Die Strecke wurde schnell zu einer wichtigen Verbindung für die Badegäste. Für das Reisegepäck wurden zeitweise eigene Gepäckzüge eingesetzt. Kurz vor dem Ersten Weltkrieg brachen die Fahrgastzahlen jedoch ein. Grund war das Sturmhochwasser vom 30. Dezember 1913. Die Meiningenbrücke wurde beschädigt und die Kloerbrücke zwischen Pruchten und Bresewitz stürzte ein, nachdem der letzte Zug sie passiert hatte.
Als Ersatz wurde im Januar 1914 eine hölzerne Notbrücke errichtet, die bis zur Fertigstellung der neuen Kloerbrücke in Betrieb bleiben sollte. Am 6. September 1914 legte die Königliche Eisenbahndirektion (KED) detaillierte Vorlagen und Entwürfe vor, die den Einsprüchen der Gemeinden Rechnung trug. Diese forderten eine Verlängerung der Brücke, da sich der Bahndamm als Hindernis bei dem Sturmhochwasser erwiesen hatte. Im März 1916 wurde die neue Kloerbrücke in Betrieb genommen. Sie war nun 723 Meter lang, mit insgesamt 54 Überbauten, von denen fünf als Fachwerk- und 49 als Blechträgerkonstruktion ausgeführt worden waren.
Auch Anfang der 1920er Jahre erreichten die Fahrgastzahlen nicht mehr das Niveau von 1913. Es gab Pläne, die Strecke für Touristen wieder attraktiver zu machen und nach Südwesten fortzuführen. Sie sollte mit der 1925 fertiggestellten Mecklenburgischen Bäderbahn in Graal-Müritz verbunden werden. So hätten auch die restlichen Orte auf dem Darß und dem Fischland erschlossen werden können. Allerdings stießen diese Pläne auf Kritik, insbesondere von Naturschützern und der Stadt Ribnitz, und wurden schließlich am 5. November 1925 von der Reichsbahndirektion Stettin abgelehnt. In dieser Zeit sanken die Passagierzahlen aufgrund der ökonomischen Krisen in Deutschland. Erst Anfang der 1930er Jahre stiegen die Urlauberzahlen in der Region, so dass die Fahrgastzahlen wieder das Niveau der Jahre vor 1914 erreichten.
Im Jahr 1926 verkehrten die Züge nach folgendem Fahrplan (Beispiel):
| Zugnummer | Abfahrtsbahnhof | Abfahrtszeit | Ankunftsbahnhof | Ankunftszeit |
| --------- | --------------- | ------------ | --------------- | ------------ |
| 288       | Barth           | 6:02 Uhr     | Prerow          | 6:40 Uhr     |
| 289       | Prerow          | 7:00 Uhr     | Barth           | 7:38 Uhr     |
| 291       | Barth           | 9:16 Uhr     | Velgast         | 9:40 Uhr     |
| 292       | Velgast         | 10:01 Uhr    | Prerow          | 11:11 Uhr    |
| 295       | Prerow          | 12:20 Uhr    | Velgast         | 13:41 Uhr    |
| 294       | Velgast         | 14:48 Uhr    | Prerow          | 16:15 Uhr    |
| 297       | Prerow          | 17:20 Uhr    | Velgast         | 19:12 Uhr    |
| 298       | Velgast         | 19:45 Uhr    | Barth           | 20:16 Uhr    |

Der Fahrplan war so ausgelegt, dass der gesamte Betrieb mit einem Triebfahrzeug abgewickelt werden konnte. Der Frühzug Prerow–Velgast und der letzte Zug in der Gegenrichtung waren eingestellt worden, was für die Prerower bedeutete, dass sie, wenn sie in Stralsund etwas zu erledigen hatten, nicht mehr am gleichen Tag zurückfahren konnten. Im Normalbetrieb, also bei höherem Passagieraufkommen, waren wohl zwei Maschinen im Einsatz, von denen eine in Prerow, die andere in Barth über Nacht blieb.

### Im Zeitraum 1933 bis April 1945
Mit der Machtergreifung der Nationalsozialisten änderte sich die Situation auf der Darßbahn deutlich. Infolge des massiven Ausbaus der Rüstungsindustrie wurden in Barth Gleisanlagen zum dortigen Fliegerhorst (Standort des späteren KZ-Außenlagers Barth) geschaffen. Außerdem entstand in Tannenheim eine Verbindung zu den Pommerschen Industriewerken, einem von 1939 bis 1945 existierenden Rüstungsunternehmen, das vor allem Nebelkerzen, Nebelgranaten und Brandbomben produzierte. Diese Neubauten sowie die Urlaubsprogramme der KdF führten zu einem starken Anstieg des Verkehrs auf der Darßbahn. Die Streckenhöchstgeschwindigkeit wurde auf 50 km/h erhöht. Im Sommer 1934 verkehrten fünf Zugpaare auf der Gesamtstrecke, die nur noch etwa eine Stunde benötigten. Nach Beginn des Zweiten Weltkrieges nahm die Zahl der Passagiere wieder stark ab.
Im April 1944 ereignete sich im Bahnhof Prerow der einzige schwere Unfall in der Geschichte der Darßbahn: Unter einem einfahrenden Personenzug wurde die Einfahrweiche umgestellt, wodurch mehrere Personenwagen entgleisten und umstürzten. Sieben Fahrgäste fanden dabei den Tod. Ein Bahnhilfsarbeiter hatte die fernbedienbare Einfahrweiche in der Meinung gestellt, der Zug hätte sie schon passiert. Danach wurde der Bahnbetrieb von Zingst nach Prerow eingestellt.

### Nach dem Zweiten Weltkrieg
In den letzten Kriegstagen konnte die Bevölkerung von Zingst eine Sprengung der Meiningenbrücke verhindern. Wenige Tage später marschierten sowjetische Soldaten in Barth und Zingst ein. Nach dem Krieg wurde die Strecke von Prerow bis Bresewitz als Reparationsleistung abgebaut; nur die Gleise auf der Meiningenbrücke blieben zunächst liegen. Der Betrieb zwischen Barth und Bresewitz normalisierte sich zunächst für kurze Zeit wieder. 1947 wurden die Schienen auf dem Teilstück Bresewitz–Tannenheim abgebaut, wenig später folgte der Rest bis Barth.
Anfang der 1950er Jahre wurden durch die Bevölkerung Forderungen für einen Wiederaufbau der Strecke laut. Später war die Nationale Volksarmee (NVA), welche im Osten der Halbinsel Zingst einen Truppenübungsplatz einrichtete, hieran interessiert. Zunächst war der Wiederaufbau der Strecke noch bis Zingst vorgesehen, aufgrund der hohen geschätzten Baukosten für eine neue Straßenbrücke nahm der Bezirk Rostock von diesem Vorhaben Abstand. So begann im Jahr 1967 der Wiederaufbau der Strecke Barth–Bresewitz durch Eisenbahnpioniere der NVA. Sie war bis zur Wende nur für Truppen- und Materialtransporte vorwiegend der NVA in Betrieb. Dafür wurde in Bresewitz nördlich des Ortes eine Laderampe errichtet, um den NVA-Übungsplatz in den Sundischen Wiesen und den NVA-Stützpunkt in Zingst zu versorgen.
Der Abschnitt von Velgast nach Barth verblieb weiter im Personen- und Güterverkehr. Das Touristenaufkommen im Bereich von Darß und Zingst wuchs, entsprechend nahm auch das Angebot im Personenverkehr auf diesem Abschnitt zu. In den 1970er und 1980er Jahren war der Fahrplan für eine Nebenbahn relativ umfangreich; es verkehrten täglich mehr als zehn Zugpaare. Hinzu kamen im Sommer direkte Schnellzüge aus Richtung Berlin und dem Süden der DDR. Zu den Badeorten musste in einen Bus umgestiegen werden, es konnten aber durchgehende Fahrkarten gelöst werden. Auch das Reisegepäck wurde direkt abgefertigt.

### Niedergang und neue Perspektiven nach 1990

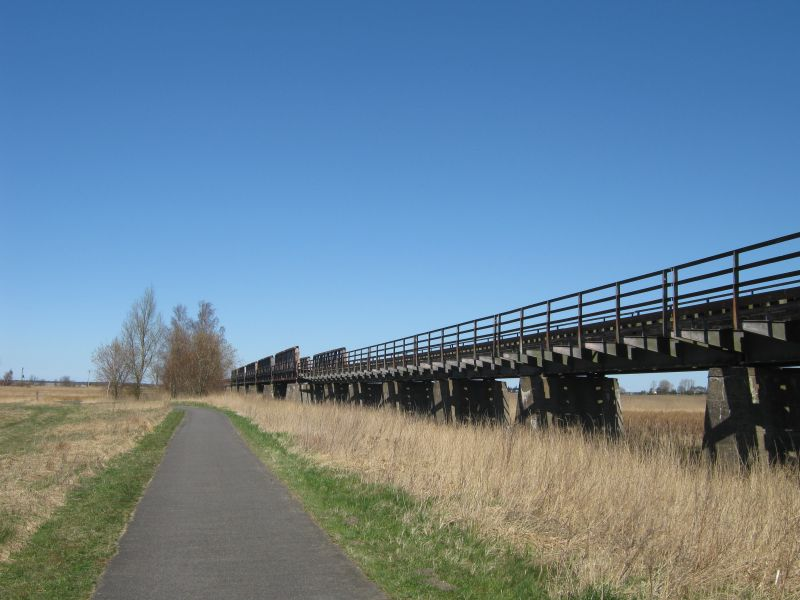
Kloerbrücke über die Gill-Wiese

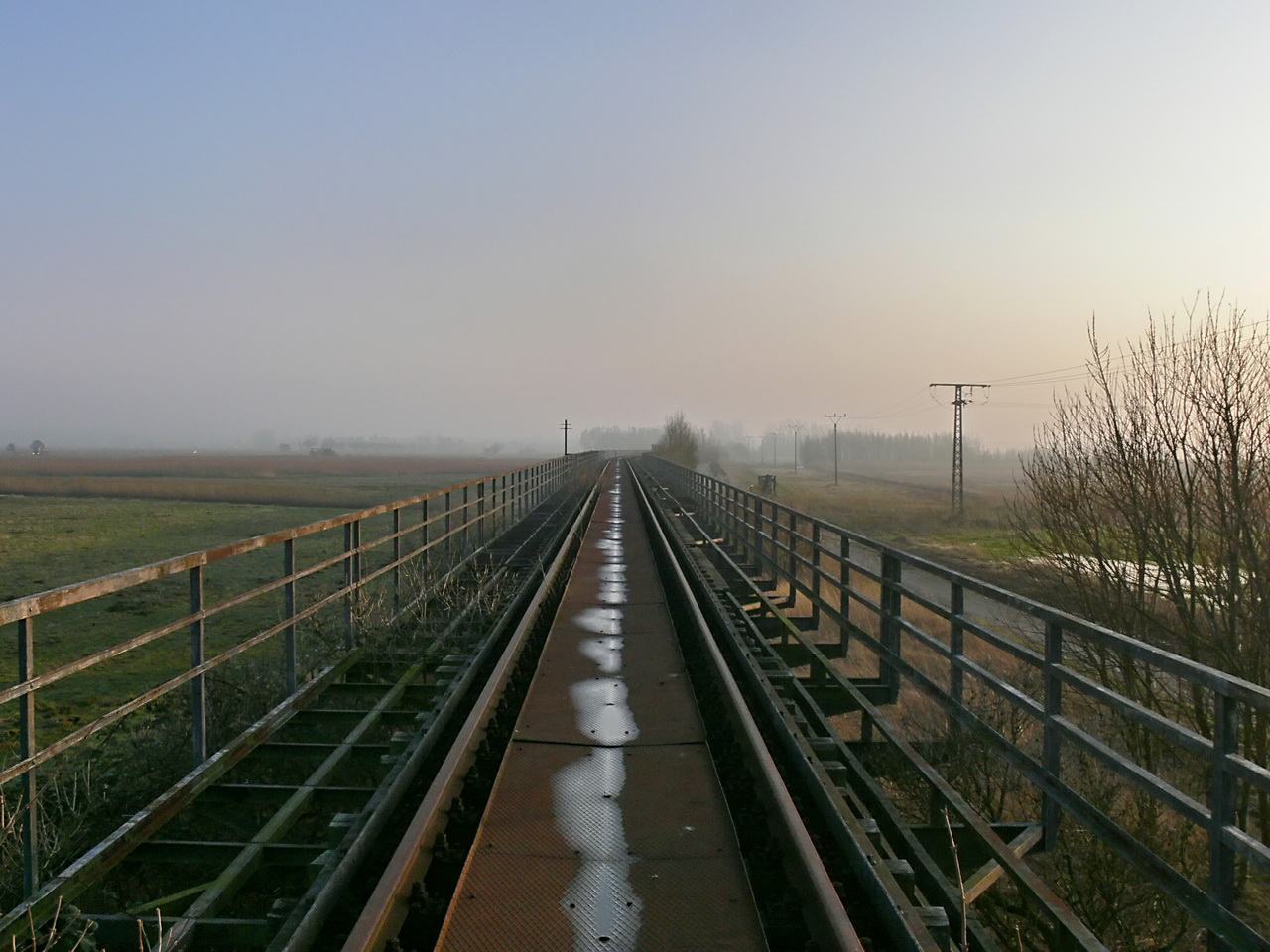
Brücke am Bodstedter Bodden

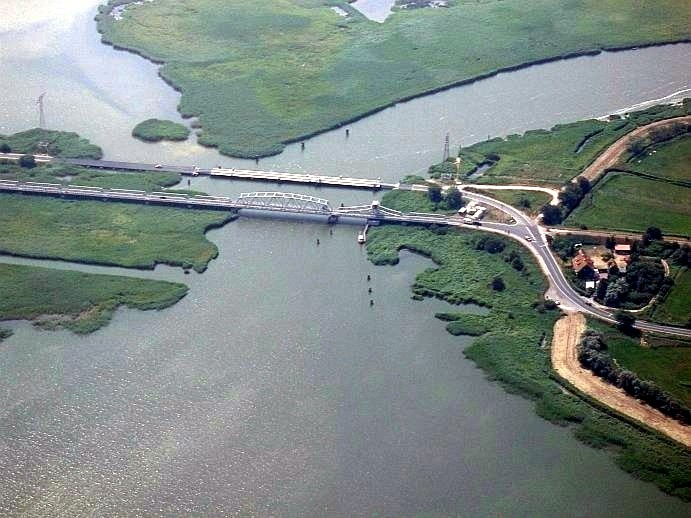
Meiningenbrücke

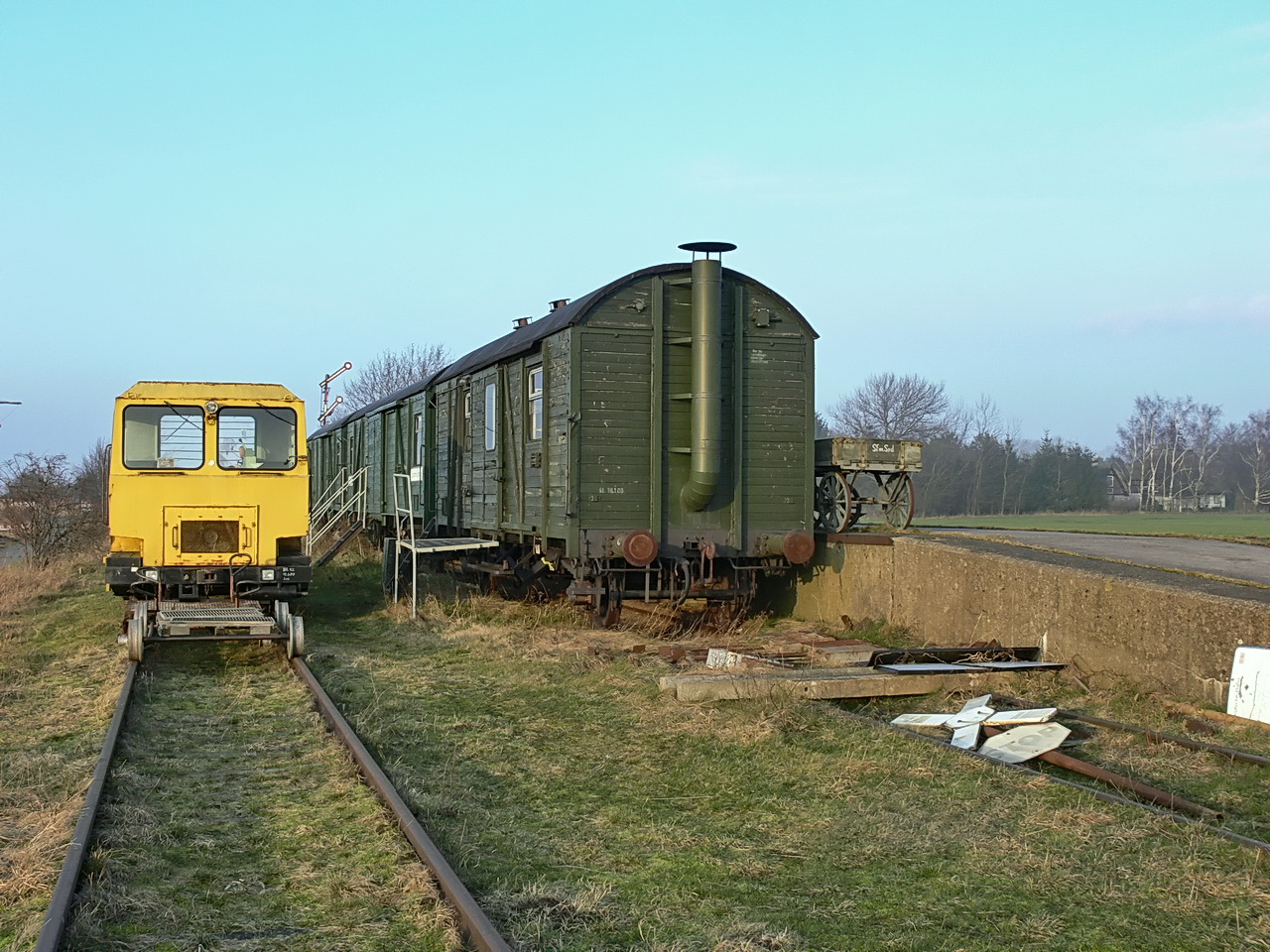
Gleise bei Bresewitz

Die Auflösung der NVA 1990 im Zuge der deutschen Wiedervereinigung führten auch zur Auflösung ihrer Stützpunkte auf dem Zingst; die Strecke zwischen Barth und Bresewitz wurde nicht mehr benötigt. Die letzten Fahrten fanden in den Jahren 1996 und 1997 statt, als einige Güterwagen für eine Ausstellung in Bresewitz überführt wurden. Seitdem ruht jeglicher Zugverkehr auf diesem Streckenabschnitt, der aber offiziell nicht stillgelegt ist. Anfragen nach Sonderfahrten verschiedener Veranstalter wurden vom damaligen Netzbetreiber, der Deutschen Bahn, immer wieder abgelehnt. Mittlerweile ließ die Bahn im Stadtgebiet Barth einen Prellbock auf die weiterführende Strecke schrauben. Weiter nördlich sind die Gleisanlagen an mehreren Bahnübergängen mit Straßenbelag überteert.

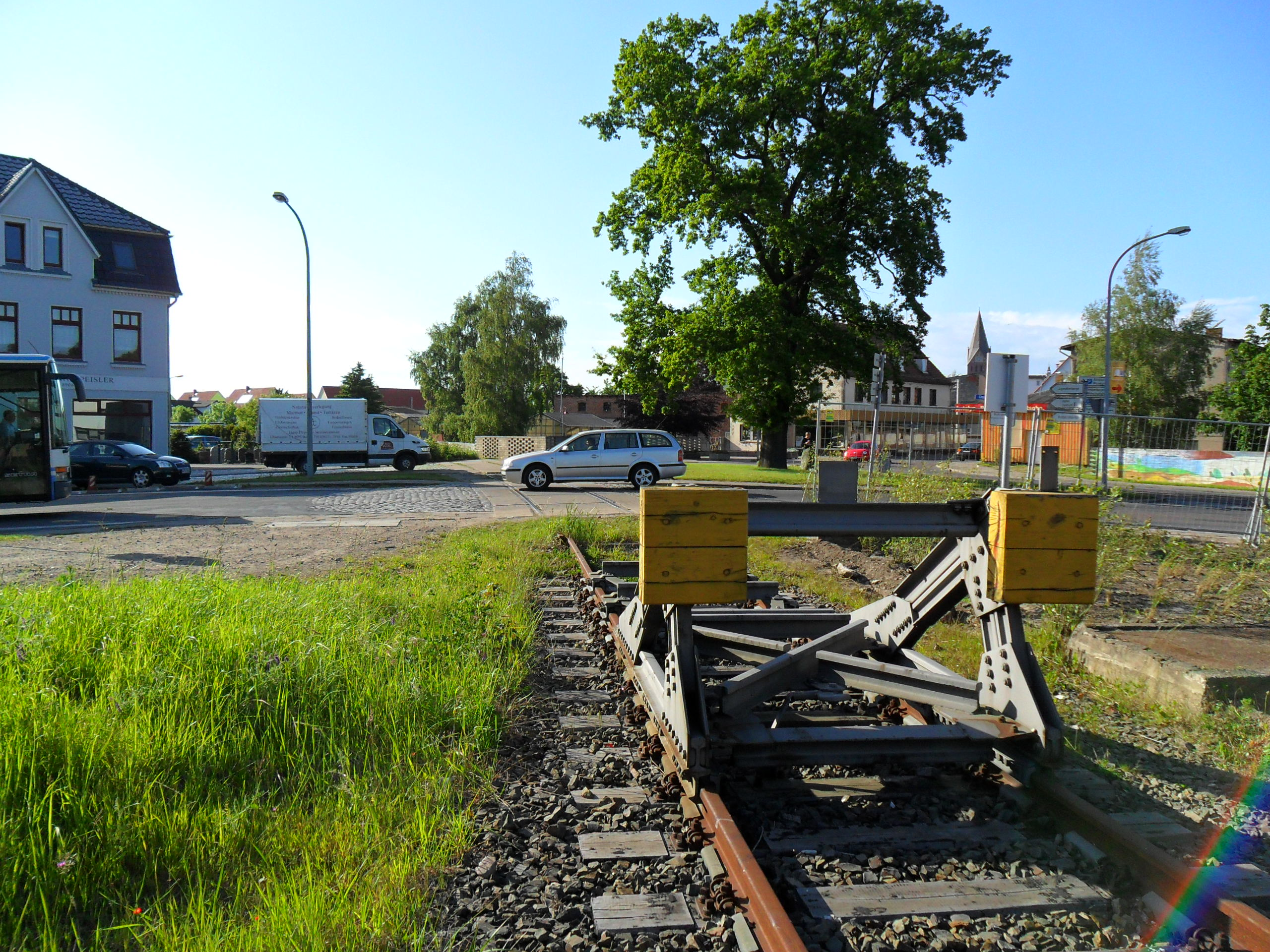
Gleisabschluss in Barth (Juni 2010)

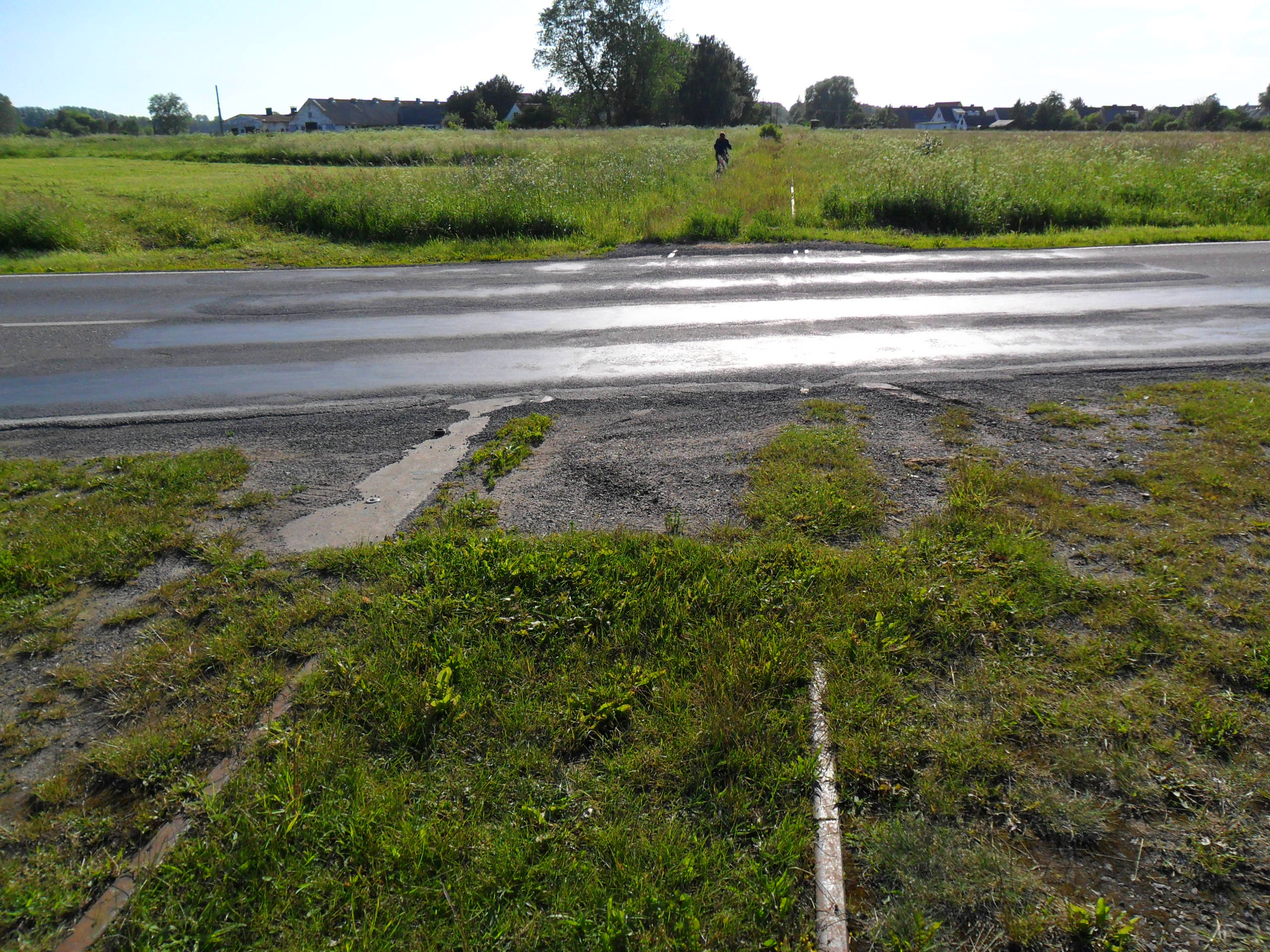
Überbauter Bahnübergang im Streckenabschnitt Barth–Tannenheim (Juni 2010)

Die Empfangsgebäude entlang der Strecke wurden ab den 2000er Jahren aufwändig renoviert und an Privatleute verkauft. Der Bahndamm zwischen der Meiningenbrücke und Zingst wurde zu einem Bahntrassenradweg umgebaut.
Der Abschnitt Velgast–Barth wurde im Jahr 1991 trotz des bereits rückläufigen Verkehrs zusammen mit der Strecke zwischen Rostock und Stralsund noch elektrifiziert. Aus Kostengründen und wegen der geringen Streckenhöchstgeschwindigkeit bekam sie nur eine Einfachfahrleitung. Hauptsächlich diente die Elektrifizierung der Durchbindung von Urlauberzügen bis Barth. Die Inbetriebnahme fand am 2. Juni 1991 statt.
In den 1990er Jahren verkehrten im Sommer direkte Schnellzüge bis Barth. 1997 gab es unter anderem durchgehende Interregioverbindungen der Linie 36 nach Frankfurt am Main und Berlin. Ein Jahr später existierte nur noch eine Fernverkehrsverbindung nach Chemnitz als Linie 34. Mit Ende des Sommerfahrplans 1998 waren die durchgehenden Züge Geschichte. Auch der Regionalverkehr wurde ab 1999 ausgedünnt. Seitdem verkehrten etwa neun Zugpaare am Tag in einem angenäherten Zweistundentakt.
Seit Modernisierung des Bahnhofs Velgast im Jahre 1997 werden sämtliche Betriebsabläufe dort von einem Elektronischen Stellwerk (ESTW) ferngesteuert. Bei den Umbauarbeiten wurde zunächst die Einbindung der Nebenbahn nach Barth nicht mehr berücksichtigt, so dass es zu Problemen mit der Betriebsführung beim Übergang von Zügen in Richtung Barth kam. Massive Proteste verhinderten, dass die Strecke geschlossen wurde.
Zum Fahrplanwechsel am 15. Dezember 2002 übernahm die Usedomer Bäderbahn (UBB) den Personenverkehr zwischen Velgast und Barth. Sie erwarb auch die Infrastruktur von DB Netz. Mit dem Einsatz von Dieseltriebwagen wurde die erst 1991 installierte Fahrleitung überflüssig und 2005 zurückgebaut. Auch alle Weichen und Nebengleise, die Stellwerke und die Signaltechnik im Bahnhof Barth wurden ausgebaut. Alle Bahnübergänge zwischen Barth und Velgast werden automatisch gesteuert. Mit dem nunmehr am Bahnsteig endenden Streckengleis ist Barth aus betrieblicher Sicht heute nur noch ein Haltepunkt. Damit sind Güterverkehr oder lokbespannte Sonderzüge nach Barth technisch nicht mehr möglich.
Die Personenzüge verkehren seit dem 10. Dezember 2017, nachdem zuvor eine Einstellung des Verkehrs gedroht hatte, in einem 40-/80-Minuten-Takt zwischen Velgast und Barth, um in Velgast jeweils einen guten Anschluss zu Nah- und Fernverkehr Richtung Rostock und Stralsund zu gewährleisten. Zuvor verkehrten sie zweistündlich zwischen Stralsund und Barth.
Seit Dezember 2019 wird die Verkehrsleistung von DB Regio Nordost erbracht. Zum Einsatz kommt ein gebrauchter Triebwagen mit 50 Sitzplätzen. Des Weiteren ist diesem Verkehrsvertrag die Option enthalten, ab Dezember 2022 die Strecke bis Bresewitz alle zwei Stunden zu bedienen.

## Ausblick und Wiederaufbau

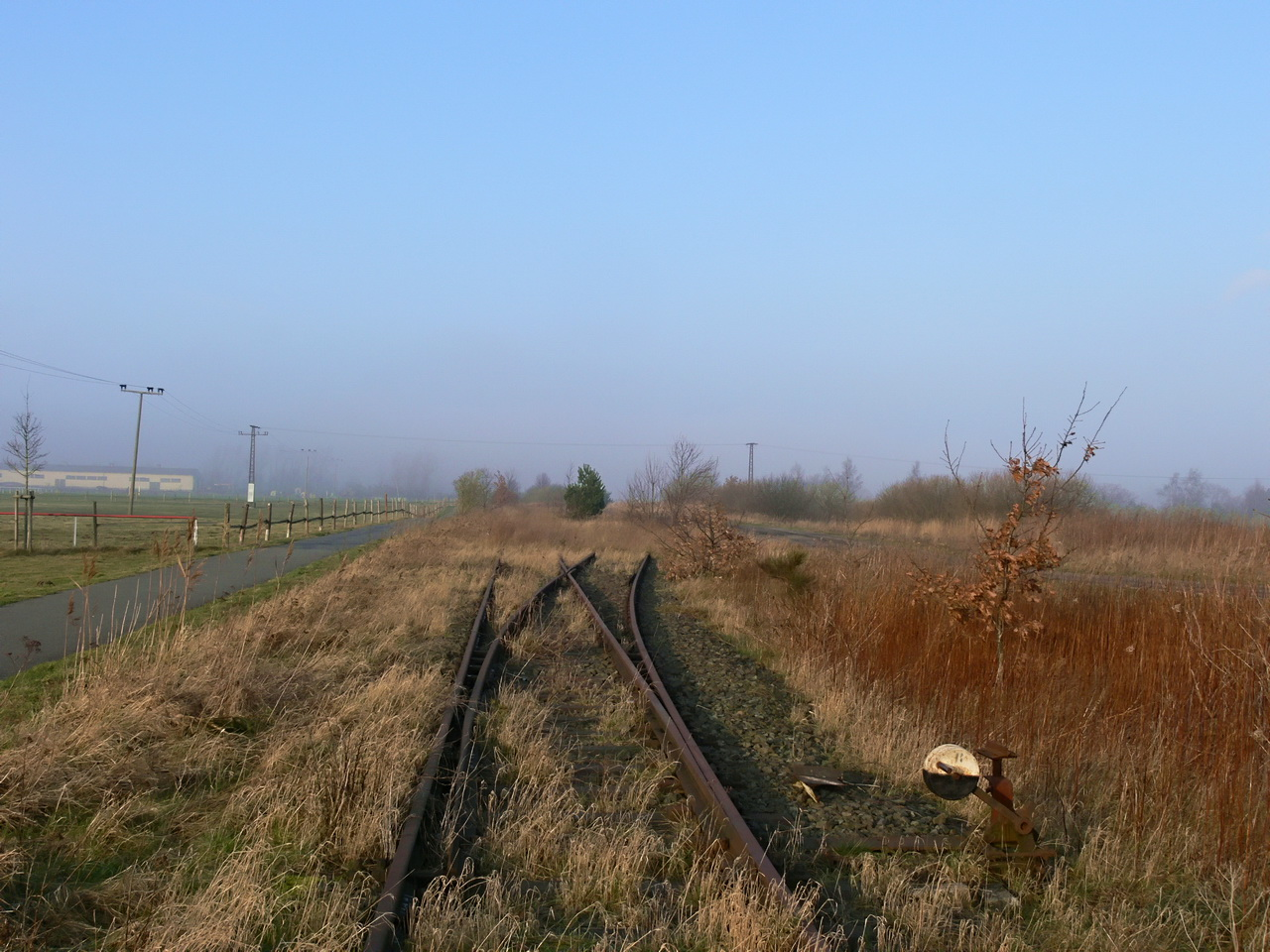
Die Strecke im Jahr 2007

Nach Übernahme der Eisenbahn-Infrastruktur auf dem verbliebenen Streckenabschnitt durch die UBB nahmen Überlegungen für die Wiederinbetriebnahme der Bahnstrecke zwischen Barth und Prerow konkrete Formen an. Die UBB hatte sich mit den Gemeinden am Streckenverlauf auf eine Reaktivierung bis zum Jahr 2015 geeinigt. Mitte 2007 bestanden Pläne, bereits Ende 2009 den Abschnitt bis Tannenheim zu reaktivieren. Seit Juli 2007 läuft das Planfeststellungsverfahren für die Durchfahrt Zingst, wo Teile der bisherigen Trasse genutzt werden und nicht mehr für den Streckenwiederaufbau verwendet werden können.
In einem Wirtschaftlichkeitsgutachten zum Wiederaufbau der Darßbahn von 2009 wurde dem Vorhaben zunächst nur ein Kosten-Nutzen-Verhältnis von 0,88 bescheinigt. Damit wäre das Vorhaben nicht förderungswürdig. Für den Wiederaufbau wurden vom Gutachter 48 Millionen Euro veranschlagt. Daraufhin lehnte der Verkehrsminister von Mecklenburg-Vorpommern, Volker Schlotmann, das Projekt ab. Die Ergebnisse des Gutachtens und die Entscheidung des Ministers wurden von verschiedenen Seiten kritisiert. So äußerte der örtliche Tourismusverband, dass im Gutachten nur Hotelgäste gezählt wurden, nicht jedoch Tagesausflügler und Privatübernachtungen. Die UBB verwies auf deutlich günstigere Kosten nach Ausschreibungen.
Am 24. April 2016 erließ das Eisenbahn-Bundesamt den Planfeststellungsbeschluss für den Abschnitt Barth–Bresewitz. Am 12. Juli 2016 gab der Landkreis Vorpommern-Rügen bekannt, dass die Landesregierung, vertreten durch den Landesverkehrsminister Christian Pegel, gegen den Planfeststellungsbeschluss klagt. Strittig sind die vom Land zu übernehmenden Kosten und die zu klärende Frage des Eigentums an der Meiningenbrücke. Auch die Gemeinde Pruchten klagte vor dem Oberverwaltungsgericht. Die Koalitionspartner CDU und SPD vereinbarten im Oktober 2016, dass die Landesregierung sich auf Bundesebene für die Infrastrukturfinanzierung einsetzen wird. Eine Planänderung für den Wiederaufbau des Abschnittes Bresewitz–Zingst wurde im Oktober 2017 erörtert.
Der Vorstand des DB-Konzerns hat sich per Beschluss im März 2019 hinter das Projekt gestellt und eine wichtige Entscheidung über die Finanzierung getroffen. Generell habe der Bund eine Zusage gegeben, rund 34 Millionen Euro für die Finanzierung des Projekts dazuzuschießen – bei geschätzten 115 Millionen Euro Gesamtkosten für die Darßbahn. Am 18. Juni 2019 wies das Oberverwaltungsgericht Mecklenburg-Vorpommern in Greifswald die Klage der Gemeinde Pruchten gegen den Planfeststellungsbeschluss (Az. 5 K 258/16) zurück.
Am 4. Februar 2020 teilten Ministerpräsidentin Manuela Schwesig (SPD) und der Bundesminister für Verkehr und digitale Infrastruktur Andreas Scheuer (CSU) mit, dass sich Landes- und Bundesregierung bei den offenen Finanzierungsfragen geeinigt haben. So soll der mit ca. 50 Millionen Euro teuerste Teil der Streckenwiedererrichtung, der Bau einer neuen Klappbrücke als Ersatz für die Meiningenbrücke, zu jeweils einem Drittel vom Bund (rund 25,5 Millionen Euro), vom Land und von der Usedomer Bäderbahn getragen werden (89,5 Mio. Euro). Am 18. August 2020 beschloss die Landesregierung Mecklenburg-Vorpommern die Wiedererrichtung der Strecke von Barth über Zingst nach Prerow. Die Deutsche Bahn AG rechnet mit der voraussichtlichen Inbetriebnahme im Jahr 2028.
Noch weitergehende Ideen sehen vor, die Pläne aus dem Jahre 1925 wieder aufzugreifen und eine Verbindung von Prerow nach Graal-Müritz zur Mecklenburgischen Bäderbahn mit einem Abzweig nach Ribnitz-Damgarten zu schaffen. Gerade angesichts der hohen Anzahl der Urlauber und des jährlich wachsenden Verkehrsstroms auf dem Darß bei nur zwei Straßenverbindungen haben diese Vorschläge viele Befürworter.

## Betriebsstellen
Bahnhof Saatel
Der Haltepunkt etwa ein Kilometer südlich des Dorfes in der Nähe der Bundesstraße 105 besitzt ein großes, dreietagiges Empfangsgebäude. Es wird nicht mehr zu Bahnzwecken genutzt und befindet sich seit 2003 in Privatbesitz.

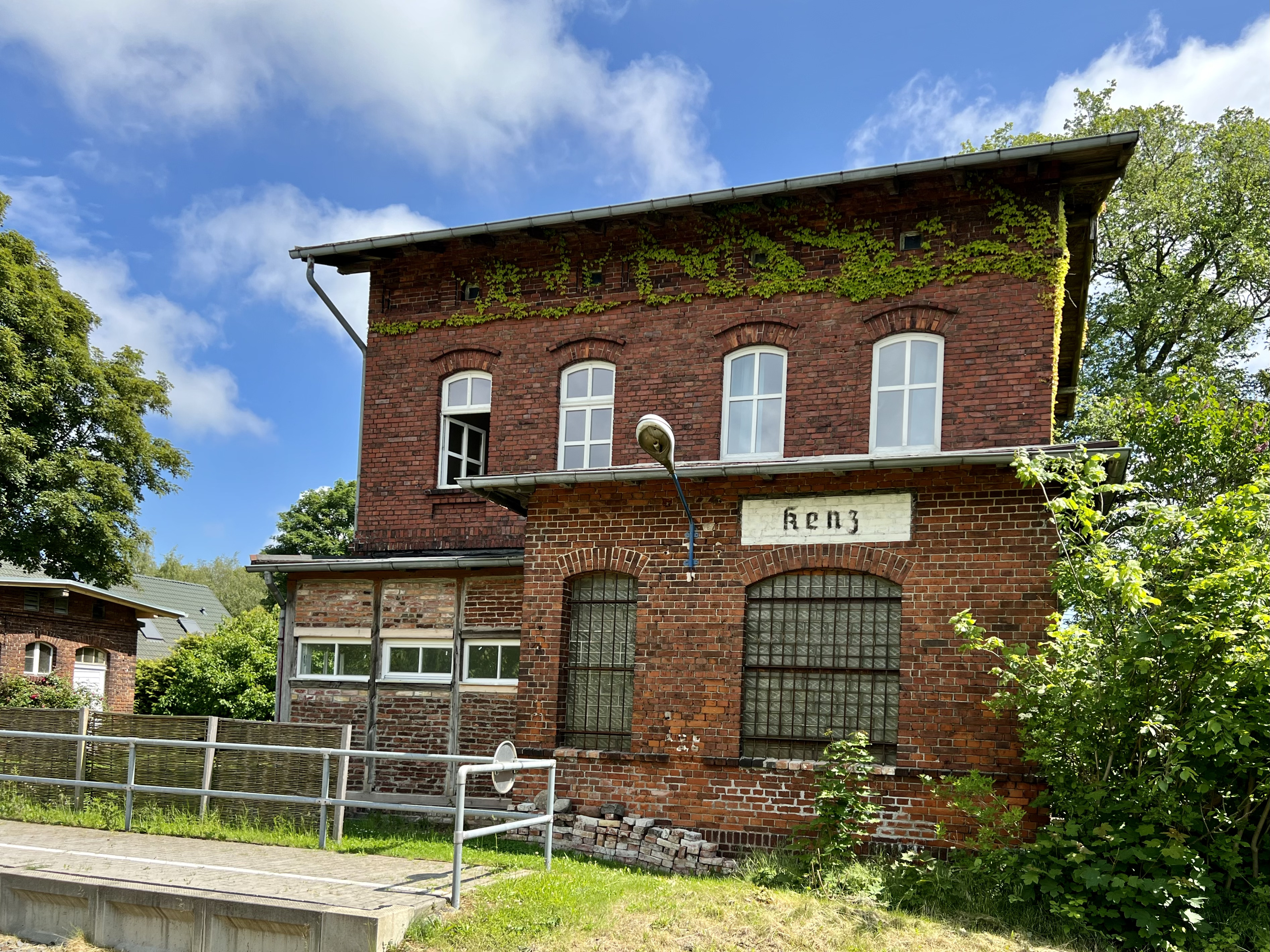
Bahnhof Kenz
Auch Kenz besitzt noch ein relativ großes, zweistöckiges Bahnhofsgebäude am Nordostrand des Dorfes, das als Wohnhaus genutzt wird. Den Reisenden dient, wie auch in Saatel, nur noch eine Wartehalle am Bahnsteig.

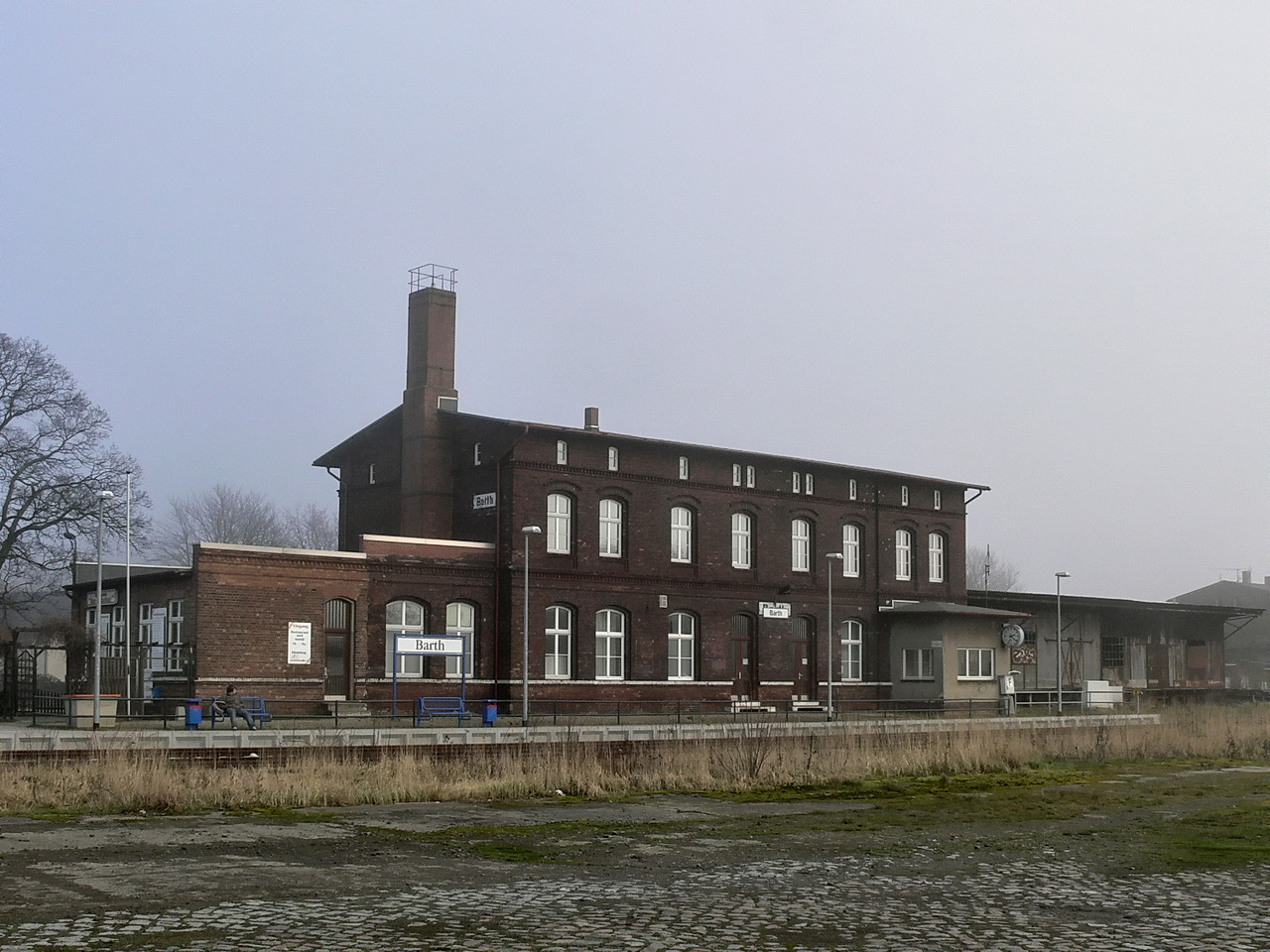
Bahnhof Barth

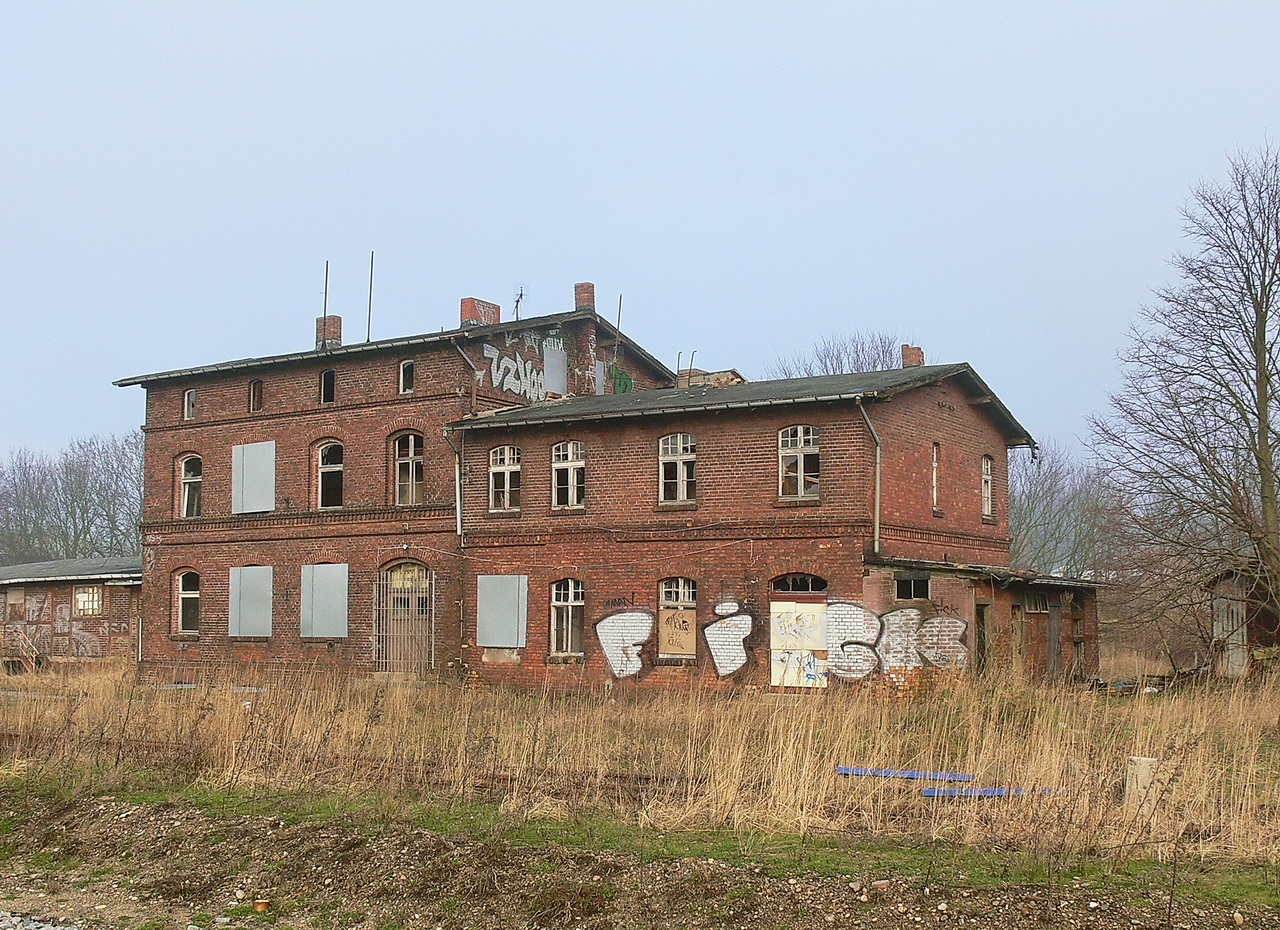
Empfangsgebäude der Schmalspurbahnen in Barth

Der Bahnhof von Barth liegt am südlichen Ortsrand. Der Bahnhof wurde zum Haltepunkt zurückgebaut, die Oberleitung im Jahr 2005 endgültig demontiert. So existieren nur noch das Empfangsgebäude und ein Bahnsteig. Der Bahnhof war früher auch Ausgangspunkt der Schmalspurbahnen nach Damgarten und Stralsund sowie der Barther Hafenbahn. Diese Strecken wurden von 1895 bis zur Verstaatlichung nach 1945 von den Franzburger Kreisbahnen betrieben. Die Schmalspurbahnen hatten einen separaten Bahnhofsteil mit Empfangsgebäude und Lokschuppen.
Im ehemaligen Empfangsgebäude der normalspurigen Bahn war lange Zeit eine Gaststätte untergebracht. Die Usedomer Bäderbahn sanierte das Gebäude und hat das Reisezentrum im Bahnhof reaktiviert. Im Empfangsgebäude wurde nach dem 2020 gefassten Beschluss der Landesregierung, die Darßbahn wieder in Betrieb zu nehmen, inzwischen ein Planungsbüro eingerichtet.
Das denkmalgeschützte ehemalige Empfangsgebäude sowie der Lokschuppen der Schmalspurbahn stehen seit mehreren Jahren leer und machen einen sehr desolaten Eindruck. Im Zuge der geplanten Umgestaltung des Bahnhofes Barth sollen diese Gebäude abgerissen werden. Bisher ist dies aber aufgrund von Problemen mit dem Besitzer nicht erfolgt.
Bahnhöfe Tannenheim, Pruchten und Bresewitz
Die Empfangsgebäude der Bahnhöfe Tannenheim, Pruchten und Bresewitz sind baugleiche zweistöckige Ziegelbauten, die heute als Wohnhäuser genutzt werden. Das Gelände des Bahnhofs Bresewitz wird für die Ausstellung Kunst auf Schienen genutzt.

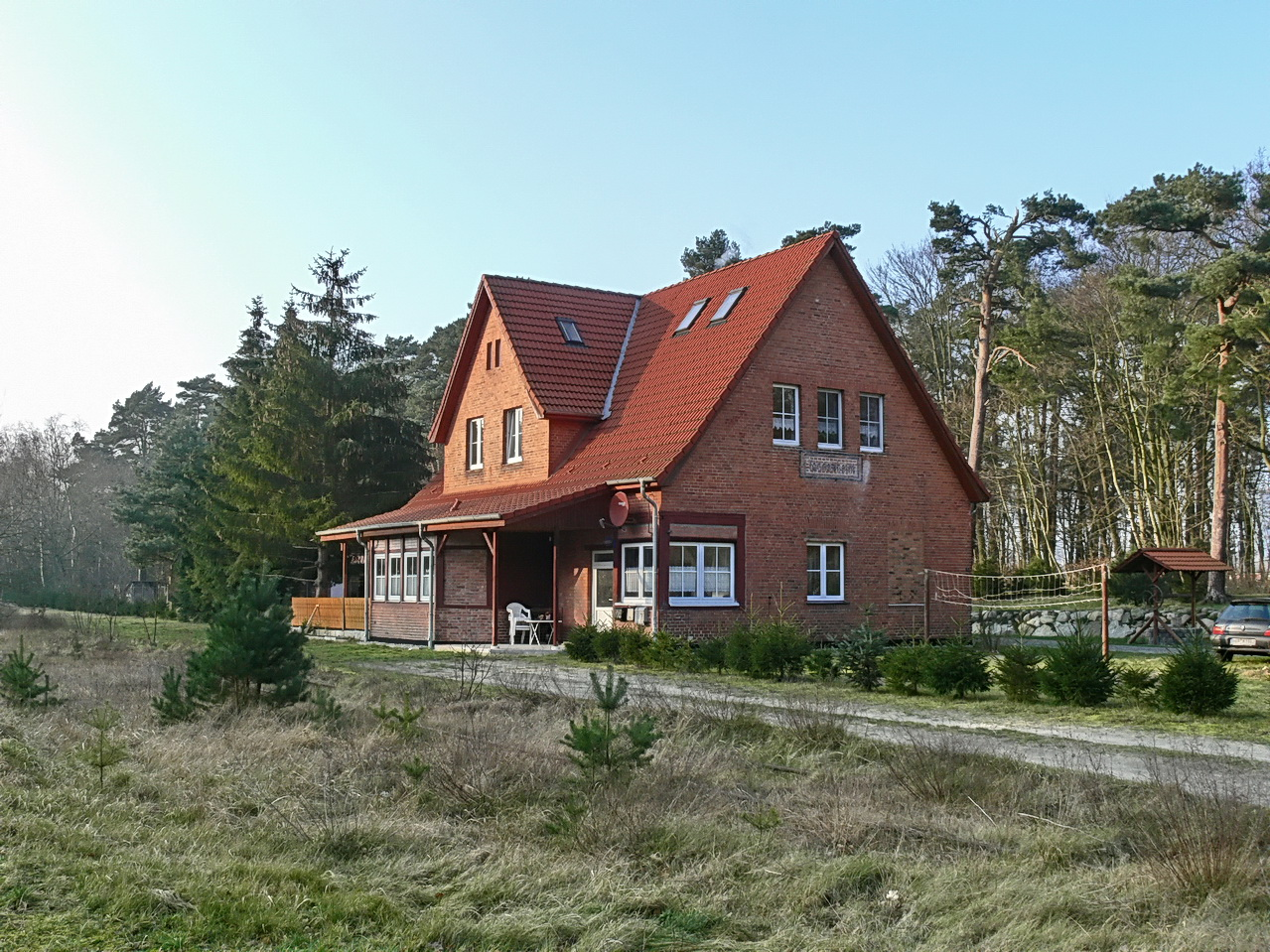
Bahnhofsgebäude von Tannenheim
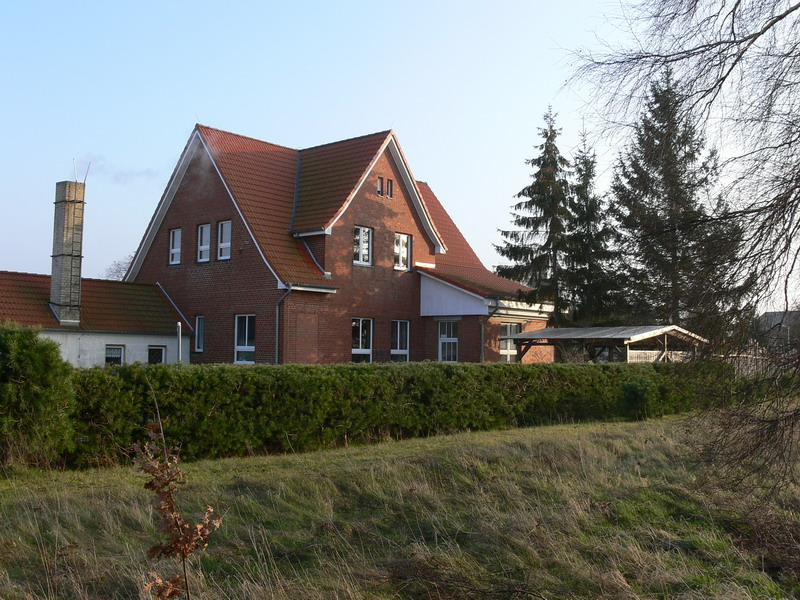
Bahnhofsgebäude von Pruchten
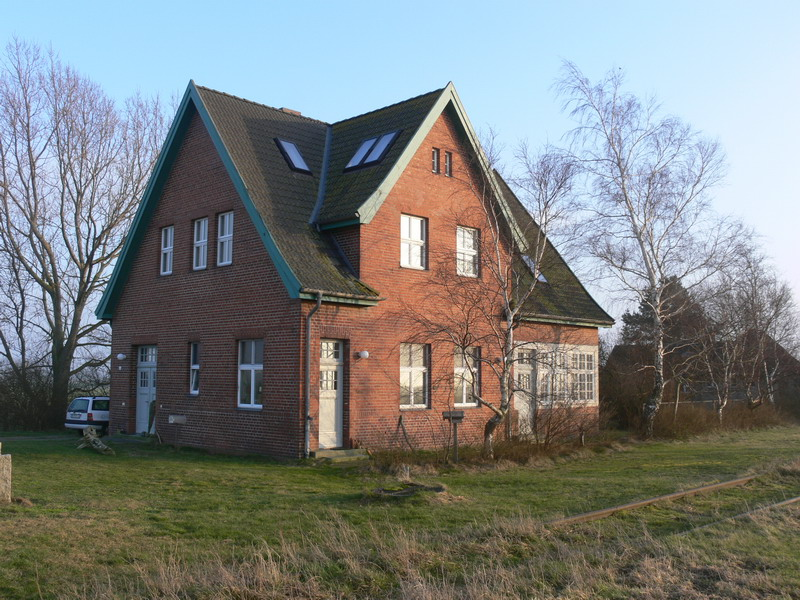
Bahnhofsgebäude von Bresewitz
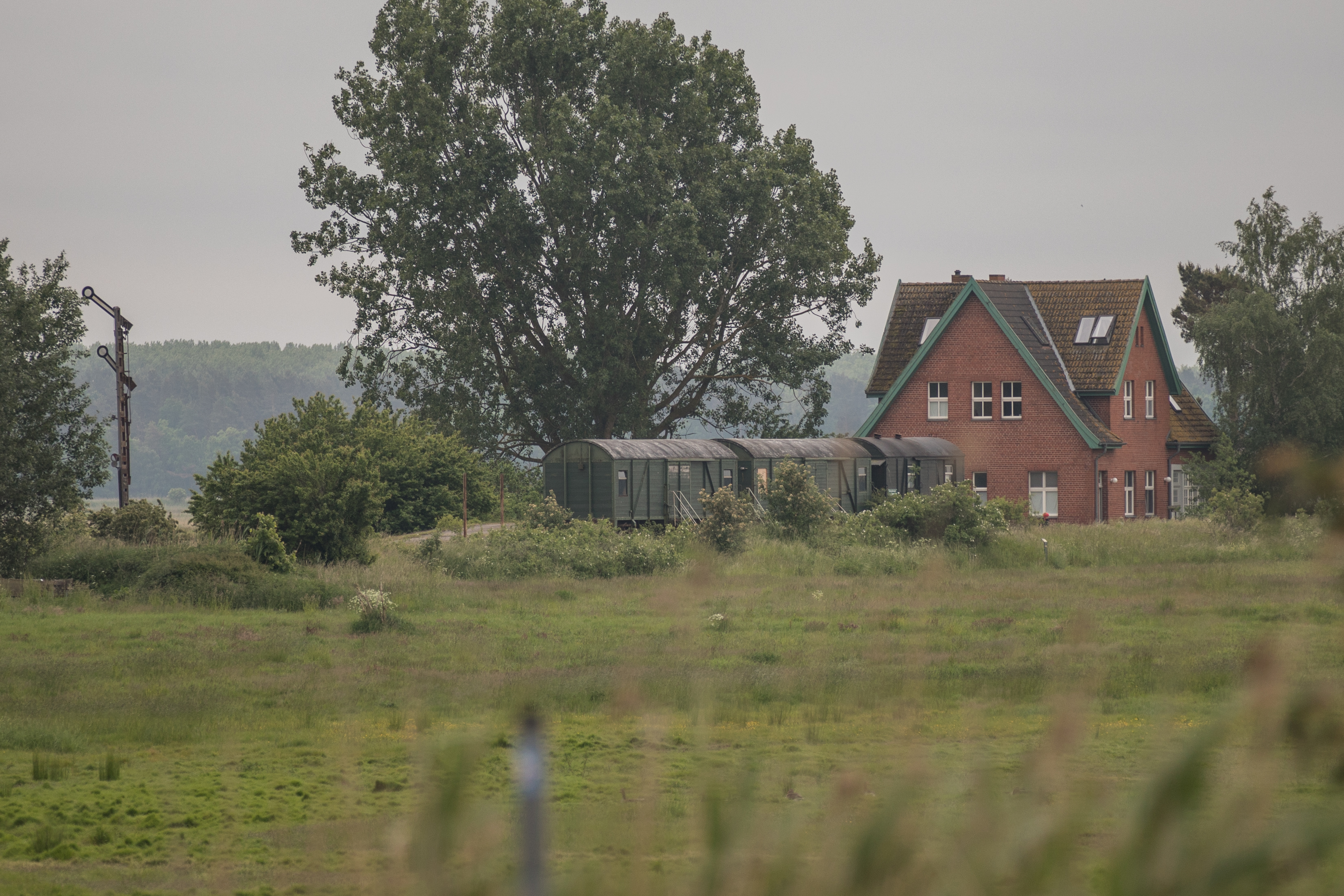
Bahnhof Bresewitz mit Formsignal und Ausstellung „Kunst auf Schienen“ in den Güterwagen

Bahnhof Zingst

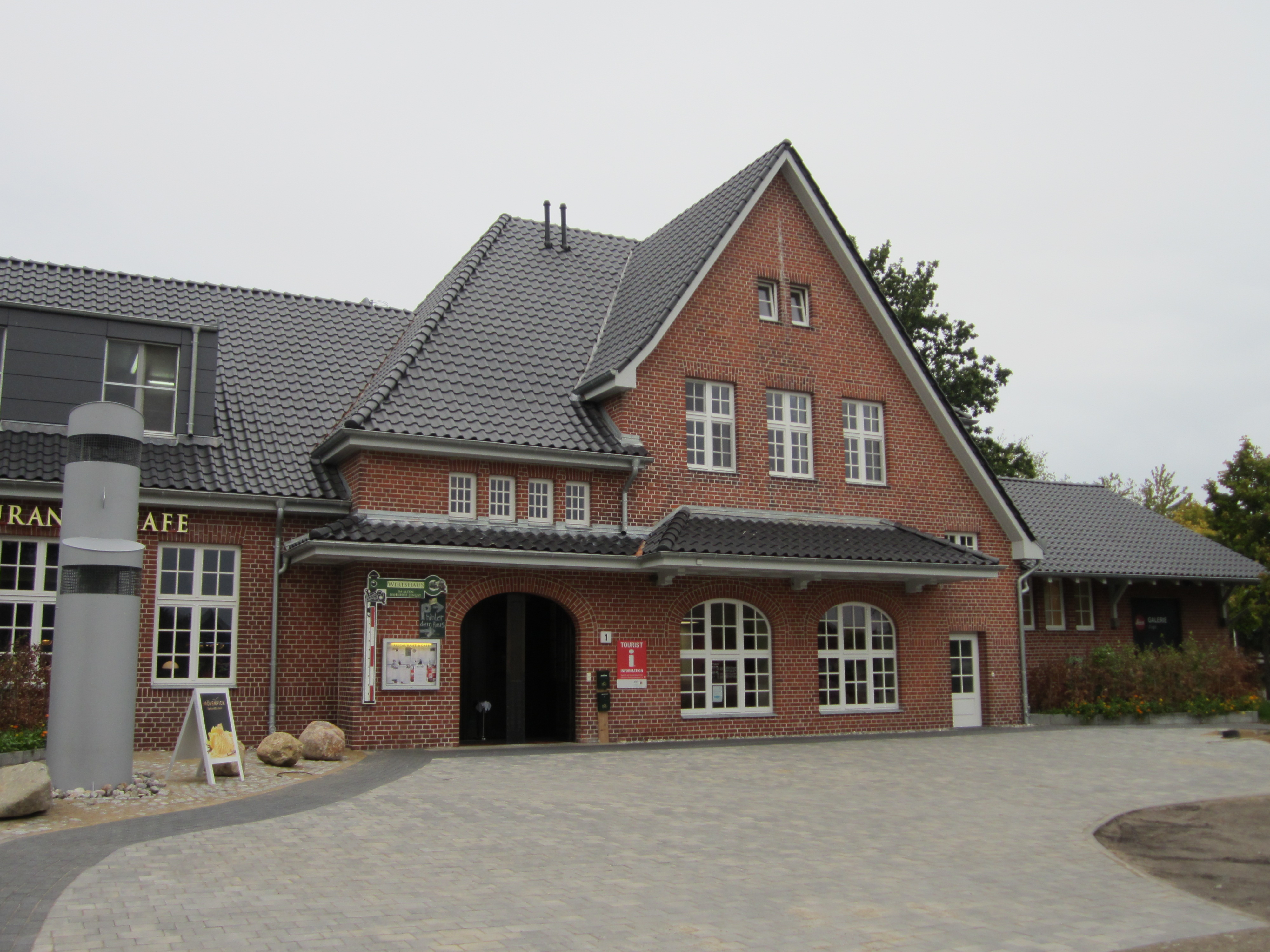
Bahnhof Zingst (2012)

Der Bahnhof wurde 1910 nach Fertigstellung der Strecke eröffnet. Das Hauptgebäude ist in Klinkerbauweise mit tief herabreichendem Dach in typisch norddeutscher Bauweise errichtet und wurde noch zu DDR-Zeiten unter Denkmalschutz gestellt. Im Gebäude befanden sich Warteräume für die 1., 2. und 3. Klasse, eine Gaststätte, eine Gepäckannahme, zwei Fahrkartenschalter und eine Wohnung für die Familie des Bahnhofsvorstehers.
Neben dem Hauptgebäude gab es mehrere Nebengebäude, so für die Damen- und Herrentoiletten, für die Stallungen, Brennstoffe und eine Waschküche. Für die Gastronomie gab es einen separaten Kühlraum (Eiskeller) und einen Bierkeller. Der Bahnhofsvorsteher besaß eine separate Toilette.
Nach Ende des regulären Bahnbetriebes im Jahr 1946 wurde die Gaststube zum Lazarett umfunktioniert, da in Zingst Diphtherie und Typhus ausgebrochen waren. Danach wurde die Gaststube noch bis 1956 als Gaststätte genutzt.
Im selben Jahr baute die Reichsbahndirektion Greifswald das Gebäude zum Betriebsferienlager um, in dem auch außerhalb der Ferienzeiten Weiterbildungsmaßnahmen für Eisenbahner erfolgten. Nach der Wende wurde das Ferienlager geschlossen, und das Gebäude stand über 20 Jahre lang leer. Wegen der hohen Sanierungskosten wurde kein Käufer gefunden. Hoffnung auf eine Sanierung wurde durch eine geplante Wiederaufnahme des Bahnbetriebes genährt.
Mittlerweile wurde der Bahnhof Zingst historisch restauriert und im Frühjahr 2013 eröffnet. Er beherbergt heute das „Wirtshaus im alten Bahnhof“ und die Zimmervermittlung Zingst.
Bahnhof Prerow
Der Bahnhof Prerow als Endstation der Darßbahn war ein Kopfbahnhof direkt am Prerowstrom.
Das 1910 errichtete Empfangsgebäude ist ein typisch norddeutscher Klinkerbau. Nach Einstellung des Bahnbetriebes 1944 stand das Gebäude acht Jahre lang leer. Im Jahr 1952 wurde es zu einer Schule für Weiterbildungsmaßnahmen des Ministeriums für Verkehrswesen umgebaut, die während der Sommerferien als Betriebsferienheim fungierte. Diese Doppelnutzung wurde 1989 beendet, und das Gebäude stand sieben Jahre leer. Im Januar 2000 wurde es zu einer Pension mit Gaststätte umgebaut.

## Hafenbahn Barth
Barth besitzt einen Binnenhafen am Boddengewässer. Zu DDR-Zeiten fehlte es oft an Häfen, sodass Barth eine gewisse Bedeutung als Güterumschlagsplatz, insbesondere für Holz, hatte. Doch der Hafen ist bereits deutlich älter. Seit 1895 ist die Strecke zum Hafen dreischienig. Die Franzburger Kreisbahnen betrieben sie bis zur Verstaatlichung. Auf der Strecke Stralsund–Barth–Damgarten wurde der Personenverkehr 1968 eingestellt, ein Jahr später auch der Güterverkehr, sodass wahrscheinlich seitdem kein schmalspuriger Zug den Barther Hafen mehr anfuhr.

## Fahrzeugeinsatz
Der anfängliche Betreiber, die Eisenbahndirektion Stettin der Preußischen Staatseisenbahn, nutzte ihren vorhandenen Fahrzeugpark, um die Strecke zu betreiben. Das Vorhandensein einer 16-m-Drehscheibe in Prerow lässt darauf schließen, dass z. B. die Dampflok P 3.1 die Personenzüge beförderte. Die Höchstgeschwindigkeit betrug 50 km/h. Durch den sehr einfachen Oberbau der Strecke mit Form-8-Schienen im einfachen Nagelbau und Kiesbettung konnten keine schweren Lokomotiven und höheren Geschwindigkeiten gefahren werden.
Mit der Zunahme des Güterverkehrs kamen auf der Darßbahn hauptsächlich Dampflokomotiven der preußischen Gattung G 10 (Baureihe 57.1–3) und ab 1939 auch der Baureihe 50 zum Einsatz. Die kleineren Dampflokomotiven der BR 57 mit einem Achsstand von 14.050 mm konnten noch in Prerow von Hand gedreht werden. Seit dem Jahr 1937 gab es im Bahnhof Barth ebenfalls eine 16-m-Drehscheibe. Diese stammte aus Altefähr und war dort durch den Bau des Rügendamms überflüssig geworden.

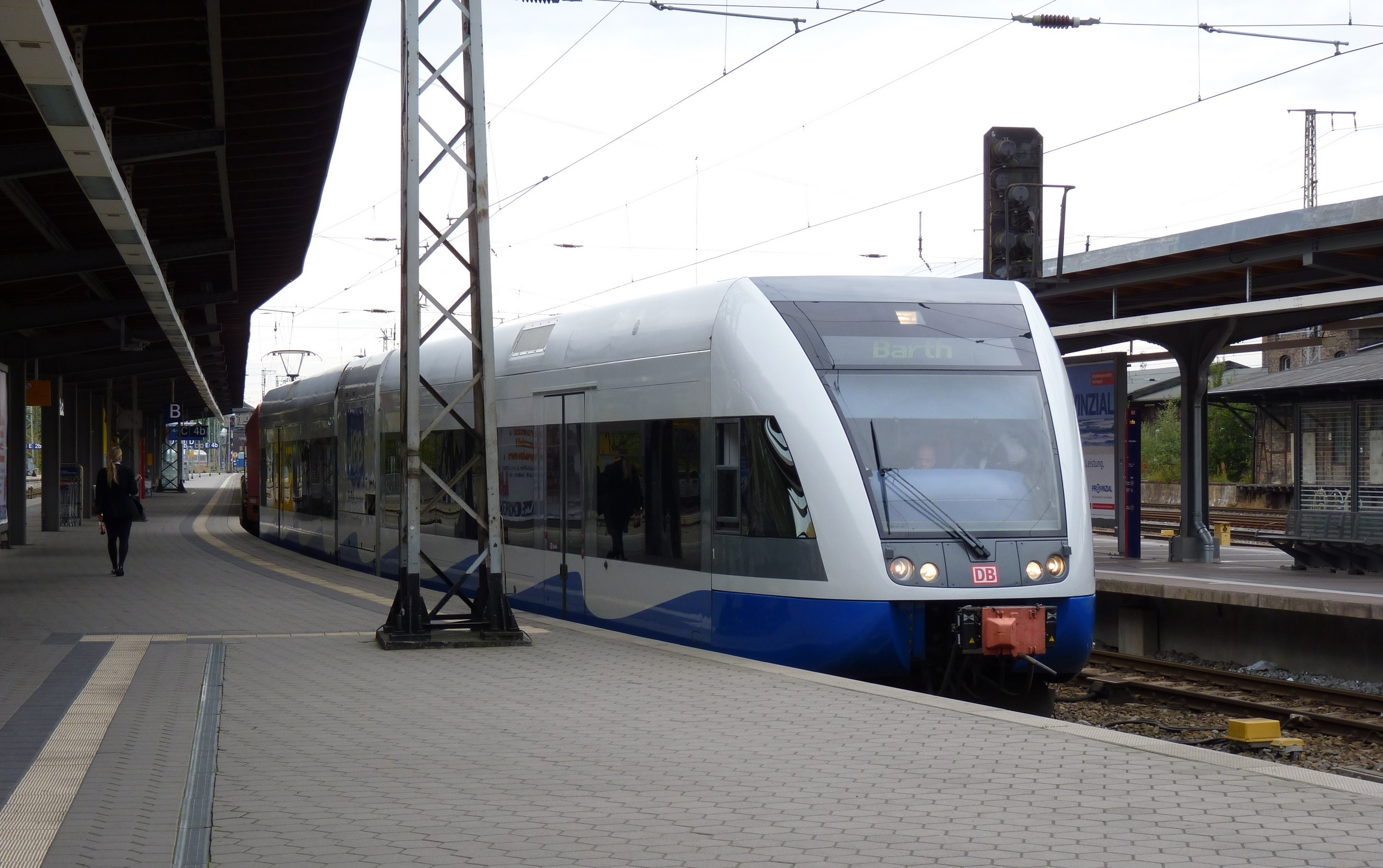
UBB-Triebwagen nach Barth in Stralsund Hauptbahnhof

Die Personenzüge wurden bis Mitte der 1930er Jahre mit Tenderlokomotiven der Gattungen T 12 (Baureihe 74.4–13) und T 18 (Baureihe 78.0–5) gefahren. Diese wurden dann von Dampflokomotiven der Baureihe 64 abgelöst.
In den 1970ern und 1980ern kamen auf dem verbliebenen Abschnitt bis Barth vor allem Diesellokomotiven der DR-Baureihe V 100/110 zum Einsatz. Den teilweise sehr hohen Güterverkehr bediente auch die DR-Baureihe V 60. Die Diesellokomotiven der DR-Baureihe 132, DR-Baureihe V 180 und vereinzelt DR-Baureihe V 200 (diese Baureihe konnte nur im Sommer eingesetzt werden, weil sie keine Zugheizung besitzt) wurden für die Schnellzüge aus Richtung Berlin verwendet.
Nach der Wende verkehrten hier modernisierte Triebwagen der DR-Baureihe VT 2.09 und Doppelstockwagen mit der Elektrolokomotive DR-Baureihe 243.
Die Usedomer Bäderbahn setzte von 2002 bis 2019 Dieseltriebwagen des Typs Stadler GTW (DB-Baureihe 646) ein.
Seit Dezember 2019 setzt die DB Regio Nordost in Rostock beheimatete Fahrzeuge vom Typ LINT27 oder Siemens Desiro Classic ein.